# Referéndum constitucional de Puerto Rico de 1994
Un referéndum constitucional tuvo lugar en Puerto Rico el 6 de noviembre de 1994. A los electores se les preguntó si aprobaban dos enmiendas: una para eliminar el derecho absoluto de la fianza y otro para aumentar la cantidad de jueces del Tribunal Supremo. Ambos fueron rechazados por el 54% de los electores con una participación fue de 62,2%.

## Resultados

### Eliminar el derecho absoluto de la fianza
| Opción                | Votos     | %    |
| --------------------- | --------- | ---- |
| A favor               | 605 866   | 45,6 |
| En contra             | 712 291   | 53,6 |
| Votos en blanco/nulos | 11 907    | –    |
| Total                 | 1 330 055 | 100  |
| Source: Nohlen        |           |      |

### Aumentar la cantidad de jueces del Tribunal Supremo
| Opción                | Votos     | %    |
| --------------------- | --------- | ---- |
| A favor               | 595 425   | 44,8 |
| En contra             | 718 373   | 54,0 |
| Votos en blanco/nulos | 16 257    | –    |
| Total                 | 1 330 055 | 100  |
| Source: Nohlen        |           |      |